# Guglielmo Bechi
Guglielmo Bechi (Firenze, 1791 – Napoli, 26 giugno 1852) è stato un archeologo, architetto e teorico dell'architettura italiano.
Visse e operò principalmente a Napoli. Dal 1851 fino alla sua scomparsa diresse gli scavi di Pompei.

## Biografia
Conclusi gli studi (1805), si stabilì in seguito nell'allora capitale del Regno di Napoli, dove fu nominato ufficiale dello Stato Maggiore (1815). Su proposta di Antonio Niccolini divenne segretario del Regio Istituto per le Belle Arti (22 marzo 1822). Proferì un lungo discorso all'inaugurazione del segretariato che venne pubblicato lo stesso anno. Tenne anche la cattedra di storia dell'arte che gli procurò un'intensa attività saggistica, come l'elaborazione totale delle collezioni del Real Museo Borbonico (1824-1843).
Nonostante l'attività accademica, Bechi si dedicò con successo anche alla progettazione architettonica, tanto che su commissione del duca di San Teodoro disegnò un pregevole  palazzo di ispirazione neopompeiana sulla riviera di Chiaia (1826), che gli valse molte lodi. Il merito che gli venne addebitato portò Ferdinando Acton ad assumerlo per il completamento della sua villa rivieresca, attualmente sede museale, iniziata da Pietro Valente, ma con il quale il proprietario finì per avere forti diverbi.
Bechi collaborò agli interni del palazzo Ruffo della Scaletta (marzo 1832-aprile 1835) e del casino di caccia di Doria d'Angri a Posillipo.

## Alcune pubblicazioni
- Del retto uso degli ordini di architettura e dell'abuso che si fa da alcuni moderni dell'ordine dorico (Napoli 1826, influenzato da Francesco Milizia);
- Del calcidico e della crypta di Eumachia (anni 1820);
- Sommario degli scavamenti di Pompei (1851).